# 多枝青兰
多枝青兰（学名：Dracocephalum propinquum）为唇形科青兰属下的一个种。

## 扩展阅读
維基物種上的相關：多枝青兰